# Въглероден диоксид в земната атмосфера
Въглеродният диоксид (CO
2) е един от важните микроколичествени газове в земната атмосфера. Той е неразделна част от въглеродния кръговрат – биогеохимичен цикъл, в който въглеродът се разтваря в океаните, почвата, скалите и биосферата на Земята. Растенията и други фотоавтотрофи използват слънчевата енергия за производството на въглехидрати от атмосферния въглероден диоксид и вода чрез фотосинтеза. Почти всички организми използват въглехидратите, получени при фотосинтезата, като основен източник на енергия и въглеродни съединения. CO
2 абсорбира и излъчва инфрачервено лъчение с дължина на вълната от 4,26 µm (асиметричен разтегателен вибрационен режим) и 14,99 µm (вибрационен режим на огъване) и следователно е парников газ, който влияе на температурата на земната повърхност чрез парниковия ефект.
Концентрации на CO
2 в атмосферата са достигали до 4000 части на милион по маса (ppm) през Камбрия, преди около 500 милиона години, до 180 ppm по време на четвъртичното заледяване през последните два милиона години. Възстановките на температурните записи за последните 420 милиона години показват, че концентрацията на атмосферния CO
2 достига максимума от ~ 2000 ppm през Девона (преди 400 милиона години) и отново в периода на Триаса (преди 220 – 200 милиона години). Глобална средна годишна концентрацията на CO
2 се е увеличила с повече от 45% от началото на индустриалната революция, от 280 ppm отпреди 10 000 години до средата на XVIII век до 415 ppm към май 2019 г. Към 2010-те години концентрацията е най-високата за последните 14 милиона години. Увеличението се дължи на човешката дейност – по-специално обезлесяването и изгарянето на изкопаемите горива. Това увеличение на CO
2 и други устойчиви парникови газове в земната атмосфера са предизвикали настоящия период на глобално затопляне. Между 30% и 40% от CO
2, освободен от хората в атмосферата, се разтваря в океаните, където образува въглеродна киселина, променяйки pH на океаните.

## Текуща концентрация
Концентрациятя на въглероден диоксид е показал няколко цикъла на изменение от около 180 части на милион по време на големите заледения през холоцена и плейстоцена до 280 части на милион през междуледниковите периоди. След началото на индустриалната революция концентрацията на атмосферния CO
2 се увеличи до над 400 части на милион и продължава да расте, причинявайки явлението глобално затопляне. Към април 2019 г. средното месечно ниво на CO
2 в земната атмосфера надхвърля 413 части на милион. Среднодневната концентрация на атмосферния CO
2 в обсерваторията Мауна Лоа за първи път надхвърли 400 ppm на 10 май 2013 г., въпреки че тази концентрация беше вече достигната в Арктика през юни 2012 г. Към 2010 г. тя представлява около 0,041 обемни% от атмосферата (равна на 410 ppm), което съответства на приблизително 3200 милиарда метрични тона CO
2, съдържащ приблизително 870 милиарда тона въглерод. Всяка част на милион обем CO
2 в атмосферата по този начин представлява приблизително 2,13 милиарда тона въглерод. Глобалната средна стойност на концентрацията на CO
2 се увеличава със скорост приблизително 2 ppm/година при което се ускорява. Годишното колебание е около 3–9 ppm, което е отрицателно свързано с вегетационния сезон на Северното полукълбо. Северното полукълбо доминира в годишния цикъл на концентрация на CO
2, тъй като има много по-голяма площ и растителна биомаса от Южното полукълбо. Концентрациите достигат връх през май, когато започва пролетното раззеленяване на Северното полукълбо и намалява до минимум през октомври, близо до края на вегетационния сезон.
Тъй като глобалното затопляне се дължи на увеличаване на атмосферните концентрации на парниковите газове, като CO
2 и метана, учените наблюдават внимателно концентрациите на атмосферния CO
2 и тяхното въздействие върху съвременната биосфера. National Geographic пише, че концентрацията на въглероден диоксид в атмосферата е толкова висока „за първи път след 55 години измерване - и вероятно повече от 3 милиона години земна история“. Текущата концентрация може да е най-високата от последните 20 милиона години.